# Ludwig Friederichsen

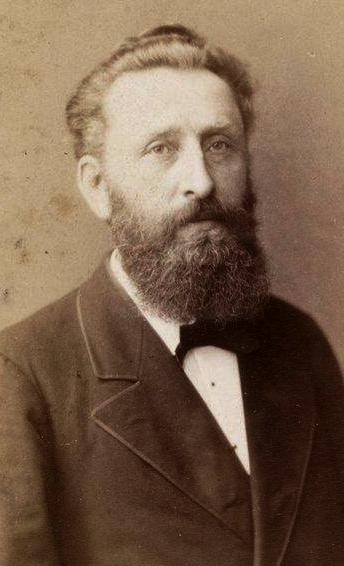
Ludwig Friederichsen, 1885

Ludwig Friederichsen (* 1. Mai 1841 in Rendsburg; † 20. April 1915 in Hamburg) war ein deutscher Geograph und Kartograph sowie Verlagsbuchhändler und Kolonialpolitiker.

## Leben
Ludwig Friederichsen erhielt seine Ausbildung in Gotha unter Emil von Sydow und August Petermann, studierte später an den Universitäten in Kiel und Berlin und errichtete 1868 eine Landkartenhandlung in Hamburg.
1873 gründete er die Geographische Gesellschaft in Hamburg, deren erster Sekretär er seit dieser Zeit war. Friederichsen redigierte deren Mitteilungen, gab zwischen 1873 und 1879 das Journal des Museum Godeffroy heraus und veröffentlichte mehrere Karten von Zentral- und Westafrika und der Südsee. 1886 wurde er zum Mitglied der Leopoldina gewählt. Aus Anlass des 25-jährigen Bestehens der Geographischen Gesellschaft wurde Friederichsen von der Universität Marburg zum „Doctor philosophae honoris causae“ ernannt.
Am 1. September 1907 nahm Friederichsen seinen Sohn Richard als Teilhaber auf. Sein Sohn Max Friederichsen war Hochschulgeograph.

## Ehrungen
Ihm zu Ehren trägt seit 1971 der Friederichsen-Gletscher in der Antarktis seinen Namen.

## Veröffentlichungen (Auswahl)
- Die britischen Besitzungen in Süd-Afrika: ein topographisch-statistischer Wegweiser für Auswanderer. Hamburg 1877.
- Karte West-Aequatorial-Afrikas zur Veranschaulichung des Deutschen Colonialbesitzes (1:780 000) mit einer Nebenkarte.
- Karte der Sklavenküste (1:1500000). Hamburg 1884.
- Spezialkarte des West-Afrikanischen Küstengebiets zwischen dem Alt-Kalabar Fluss u. Corisco Bai (Kamerun, Biafra, Batanga): zur Veranschaulichung der unter Deutsche Schutzherrschaft gestellten Länderstrecken. Geographisches u. Nautisches Institut. Hamburg 1885.
- Die deutschen Seehäfen, ein praktisches Handbuch für Schiffskapitäne, Rheder, Assekuradeure, Schiffsmakler, Behörden etc.
  - Band 1: Die Häfen, Lösch- und Ladeplätze an der deutschen Ostseeküste. Hamburg 1889.
  - Band 2. Die Häfen, Lösch- und Ladeplätze an der deutschen Nordseeküste. Hamburg 1891.